# Soumya Ammar Khodja
 (novembre 2014).
Si vous disposez d'ouvrages ou d'articles de référence ou si vous connaissez des sites web de qualité traitant du thème abordé ici, merci de compléter l'article en donnant les références utiles à sa vérifiabilité et en les liant à la section « Notes et références ».
Soumya Ammar Khodja, née le 9 janvier 1955 à Casablanca, franco-algérienne, est écrivain, nouvelliste et poète de langue française. Elle vit en France où elle se consacre à l'écriture.

## Biographie
Née à Casablanca, de mère marocaine et de père algérien, Soumya Ammar Khodja a poursuivi des études littéraires à l’Université Mentouri de Constantine en Algérie, puis à Paris XIII pour l'obtention d'une thèse sur la poésie de Mohammed Dib. Elle a exercé en tant qu'enseignante et chercheur au département de français de l'Université d'Alger.
Sous le pseudonyme de Naïla Imaksen, elle est l'auteur de La Troisième fête d'Ismaël, Chronique algérienne, portant sur la violence qui devait sévir en Algérie pendant la décennie dite noire, celle des années quatre-vingt-dix . 
Outre des récits de témoignage et des textes de critique littéraire, Soumya Ammar Khodja a publié de la poésie et des recueils de nouvelles. La revue Europe a accueilli ses premiers poèmes. La nouvelle est son expression littéraire majeure. À propos de son recueil Rien ne me manque, Le Monde des Livres a évoqué «une écriture sensuelle et rageusement poétique» . Quant à Télérama, il y remarquait «une langue délicate et tendue».  De son côté, France 3 le qualifiait de « quatorze fines nouvelles». Son dernier recueil, De si beaux ennemis, dont L'Est républicain souligne « la densité belle et grave », reprend et approfondit les thématiques de la violence (de la guerre entre l'Algérie et la France notamment, du terrorisme, de la société), celles également de la mémoire, de l'exil, de la force et de la fragilité des êtres.

## Ouvrages
- La troisième fête d'Ismaël, chronique algérienne août 1993-août 1994, sous le pseudonyme de Naïla Imaksen, chronique, Le Fennec, 1994.
- Aubes Orantes, poèmes, Marsa, 2001.
- Couleurs solides, Textes et paroles pour deux pays, (éditrice), témoignages sur la relation France/Algérie, Marsa, 2003.
- Rien ne me manque, nouvelles, Collection Motifs, Le Serpent à Plumes, 2004.
- De si beaux ennemis, nouvelles, Collection Main de Femme, Parole 2014.

### Nouvelles parues dans des Revues
- Ma vie que vous traversez, revue Europe, Spécial Algérie, Spécial Mohammed Dib, 2003.
- Dora, revue Francofonia, Écrire dans tous les français du monde, n°50, 2006.

### Nouvelle parue dans un ouvrage collectif
- Vive comme une blessure, in Encuentro, sur le thème de la rencontre, Bloganozart, 2014.

### Poèmes parus dans des Revues et Anthologies
- Estuaires, revue culturelle n° 35, Estuaires, 1998.
- Entrelacs, revue de poésie n°9, 1999.
- Poésie(s), Anthologie parlementaire, Bartillat, 1999.
- Des chèvres noires dans un champ de neige? 30 poètes et 4 peintres algériens contemporains+4, illustration de couverture de Denis Martinez, revue Bacchanales n°32,  Marsa & Maison de la Poésie Rhônes-Alpes, 2003.
- Le silence éventré, Anthologie de Christiane Laïfaoui, Le Carbet, 2003.
- Quand la nuit se brise, Anthologie dirigée par Abdelmadjid Kaouah, Autres Temps, 2012.
- Les tas de mots, revue d'expression poétique n°14, Les tas de mots, automne 2013.

### Sur la poésie deMohammed Dib
- L’œuvre du loup, revue Algérie-Littérature/Action, n° 9, Marsa, 1997.
- Le romancier est un poète, revue Algérie-Littérature/Action, n° 24-25, Marsa, 1998.
- Corps inépuisable gloire, revue Horizons Maghrébins, Le Droit à la Mémoire, n°37-38, 1999.
- À propos de Mohammed Dib - Entretien, revue Le Jardin d'essai n° 29-30, Le jardin d'essai, 2003.

### Sur la poésie deTahar Djaout
- Tahar Djaout ou la parole pérenne, revue Algérie-Littérature/Action, n° 12-13, Marsa, 1997.

### SurAssia Djebar
- Pour Assia Djebar, texte inspiré par son livre L'Amour La Fantasia, traduit par Pamela A. Genova, For Assia Djebar inspired from her book L'Amour La Fantasia. volume World Literature Today, Spécial Assia Djebar, n°70, University of Oklahoma, automne 1996.

- Assia Djebar ou la parole obstinée, revue Le jardin d'essai n°7, Le jardin d'essai, octobre 1997.
- Le blanc de l'Algérie, revue Esprit n°7, juillet 1997.
- Ces voix qui m'assiègent, revue Palabres n°1, avril 2000.

### Ouvrages collectifs
- Dictionnaire des œuvres algériennes en langue française, L'Harmattan sous la direction de Christiane Achour, 1991.
- Diwan d'inquiétude et d'espoir, La littérature féminine algérienne de langue française, sous la direction de Christiane Achour, ENAG, 1991.
- La femme est parole, in Bachir Hadj Ali, Poétique et politique, sous la direction de Naget Khadda, L'Harmattan, 1995.
- Le peuple est le royaume de Dieu, Expressions de la religion dans le Métier à tisser in Mohammed Dib, coordonné par Charles Bonn, Itinéraires et Contacts de Cultures, vol 21-22, L'Harmattan, 1995.
- Écritures d’urgence de femmes algériennes, in Femmes du Maghreb, revue Clio, Presses Universitaires du Mirail, 1999.
- Histoires d'exil, in Les défis migratoires, sous la direction de Pierre Centlivres et Isabelle Girod, Seismo, 2000.
- Féminité, érotisme, en ce lieu d'écriture, le journal de  Virginia Woolf, in Féminin/Masculin, Lectures et Représentations, textes réunis et présentés par Christiane Chaulet-Achour, CRTH de l'Université de Cergy-Pontoise, 2001.
- Variation pour Flora Tristan, paria, féministe, prêcheuse de l'Union Ouvrière, in Féminin/Masculin, Portraits de femmes, textes réunis et présentés par Christiane Chaulet-Achour et Michel Rolland, CRTH de l'Université de Cergy Pontoise, 2002.
- Elsa Triolet /Louis Aragon, Déclinaisons, in Féminin/Masculin, Couples en création, textes réunis et présentés par Christiane Chaulet-Achour et Michel Rolland, CRTH de l'Université de Cergy-Pontoise, 2003.

### Autres
- Quelques mots sur la torture, dans Au plus noir de la nuit d'André Brink, in Mots dire la torture, Actes de la rencontre du 22 juin 1989, organisée par le Comité universitaire contre la torture, illustration de couverture Denis Martinez, Comité national contre la torture, Alger, 1989.

- La mariée nue de Mazouna, in Femmes et violence, PUMAG & Fondation Friedrich-Ebert,  1993.
- Masquées et nues, in D'Algérie et de femmes, Coordinatrice Dalila Morsli, Fondation Friedrich-Ebert & Groupe Aicha, 1994.
- Poètes à vos amours, Foyer socio-éducatif du Collège Les Hautes Vignes, 2000.
- De reis om de berg in 80 verhalen, Le tour du Mont en 80 pages, Les Lettres Européennes, 2005.

### Sur Soumya Ammar Khodja
- Najib Redouane, "Lecture de Rien ne me manque de Soumya Ammar Khodja". Revue Notre librairie, n°158, juin 2005.
- Latifa Maâroufi, "À part ça, Rien ne me manqe de Soumya AMMAR KHODJA", in Diversité littéraire en Algérie, Sous la direction de Najib Redouane, L'Harmattan, 2010.
- Naziha Benbachir, "Le bilinguisme dans le récit autobiographique de Soumya Ammar Khodja", Université de Mostaganem, Algérie, revue Annales du Patrimoine, n°12, 2012.

- Ursula Mathis-Moser et Birgit Mertz-Baumgartner (sous la direction de), Passages et Ancrages en France, Dictionnaire des écrivains migrants de langue française, (1981-2011), Honoré Champion, 2012.

### Entretiens avec Soumya Ammar Khodja
- Je ne traverse pas la vie en automate, propos recueillis par la rédaction, revue Notre Librarie, n°158, avril-juin, 2005.
- Nouvelles, avec Christiane Chaulet Achour, revue Algérie- littérature/Action, n°69-70, avril 2003.
- Les écrits du cœur d'une femme d'Algérie, avec Pierre Laurent, journal L'Est républicain, 4 novembre 2003.

### Articles
- L'Orient à l'Occident tressé, texte-conférence, Prague, 2005

- « La maison de l'être », Entretien avec Farid Ammar Khodja, 2011.
- « Algéroises 2013 », Dossier 1er novembre 1954, journal L'Humanité, 31 octobre 2014.
- « Il n'y a pas de pire statut que celui de colonisé », Journal Factuel Info, 3 novembre 2014.